# Lucas Vasconcellos
Lucas Werneck de Vasconcellos (Petrópolis, 18 de maio de 1979) é um cantor, compositor, multi-instrumentista (teclado, guitarra, violão, sintetizadores) e produtor musical brasileiro. Nos anos 2000, fundou, no Rio de Janeiro, a banda Binario, um coletivo artístico que misturava rock, música eletrônica e intervenções urbanas audiovisuais. A banda lançou quatro álbuns pelo selo britânico Farout Recordings e dois álbuns pelo selo brasileiro Bolacha Discos. O Binario encerrou as atividades em 2009.
Em 2008, Lucas fundou, juntamente com a cantora Letícia Novaes (também conhecida como Letrux), o duo de MPB e Indie rock chamado Letuce . A Letuce lançou três álbuns e encerrou as atividades em 2016.
Lucas também lançou três discos solos, Falo de Coração (2014), Adotar Cachorros (2015), Silenciosamente (2016) e Teoria da Terra Plena (2021).
Além disso, compõe canções e Trilhas sonoras para TV e cinema. Em 2011, recebeu o prêmio de Melhor Trilha Sonora Original no Festival de cinema de Gramado por sua composição para o longa-metragem Riscado (direção de Gustavo Pizzi).
Ao longo dos últimos 20 anos, Lucas Vasconcellos também vem participando de projetos com diversos músicos renomados como Dado Villa-Lobos, Legião Urbana, Rodrigo Amarante, Lucas Santtana, Marcelo Jeneci, Plínio Profeta, Tiê (cantora), Alice Caymmi, Katia Bronstein entre outros.

## Discografia
1. Falo de Coração (2014)
2. Adotar Cachorros (2015)
3. Silenciosamente (2016)
4. Teoria da Terra Plena (2021)